# Билски шахматен фестивал
Билският шахматен фестивал е шахматен турнир, който се провежда в град Бил (Швейцария) всяко лято от 1968 г. (обикновено в края на юли) с подкрепата на Credit Suisse.
Традиционно се провеждат две надпревари: гросмайсторски турнир (от 1976 г. с междузоналния турнир) по кръгова система и отворен турнир по швейцарска система, в който участват шахматисти юноши, ветерани, жени и други. От 1986 г. в турнира участват съветски шахматисти.
С течение на времето категорията на гросмайсторските турнири се увеличава: например турнирът от 1988 г. е имал 13-та категория, а през 2012 г. – 20-та (среден рейтинг на участниците 2749).